# Fenghuang

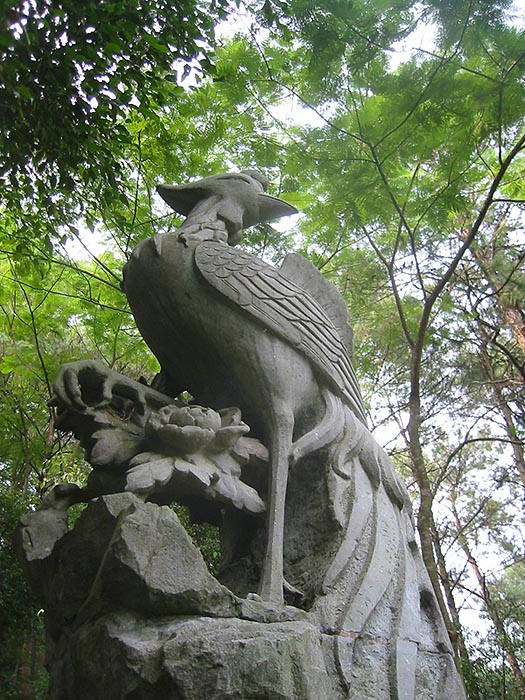
Escultura de fenghuang, ciutat de Nanning, Xina

El fènghuáng (凤凰/鳳凰), també anomenat fènix xinès, és un ocell mitològic xinès que regnen sobre les altres aus. Els mascles són anomenats feng i les femelles, huang. En l'actualitat ja no es fa aquesta dicotomia de gèneres i els dos s'engloben en un únic gènere femení (yin) que pot ser aparellat amb el drac xinès, que es considera mascle (yang).
Veiem una àmplia llista d’animals ancestrals que tenen associacions solars i relacionades amb el foc i que simbolitzen la prosperitat, bona fortuna i que tenen un caràcter apotropaic. Exemples d’aquestes entitats màgiques que comparteixen certes característiques amb el fènix xinès serien el Pixiu o el Qilin, entre d'altres, però el més important i que a més comparteix un cert paral·lelisme amb el Fenghuang és el drac xinès.
Veiem com en diverses cultures s'ha anat generant al llarg de la història tota una sèrie de relats mitològics al voltant de la figura d’una au que produïa una fascinació extraordinària per la seva singularitat. En cada cultura, l’animal, adquireix unes característiques diferents i és el protagonista de diferents històries fantasioses. Fenghuang, en la mitologia xinesa, és un ocell immortal, té un rol important en la cultura xinesa, ja que és un símbol de la seva nació. Hi ha molts mites associats aquesta au majestuosa, és considerat el rei de totes les aus i representa diferents virtuts com la compassió, a més, té una associació amb les forces del yin i el yang.

## Origen i història
En les cultures asiàtiques com la Japonesa o la Xina, l’ocell sol ser un animal amb molta simbologia espiritual, per exemple, es relaciona l’animal com a símbol de l’ànima humana i del renaixement d’aquesta. En el cas de la tradició xinesa, a més, l’au llegendària del Fenghuang, també pot simbolitzar la felicitat matrimonial. Veiem una certa relació amb el fènix, ja que tots dos són animals relacionats amb la llum i la resurrecció, però tot i aquest paral·lelisme, cal remarcar que són dues entitats completament diferents.
Se sol representar amb les ales esteses i atacant serps amb les arpes. Els trets distintius del fenghuang són: el bec d'un gall, la cara d'una oreneta, el front d'una au de corral, el coll d'una serp, el pit de pollastre d'una oca, el dors d'una tortuga, les cambres d'un cérvol, la cua d'un peix. El seu cos simbolitza als sis cossos celestes. El cap és el cel; els ulls, el sol; el llom, la lluna; les ales, el vent; les potes, la terra i la cua, els planetes. Les seves plomes contenen els 5 colors elementals: negre, blanc, vermell, verd i groc.
En el text filosòfic Huainanzi, es desenvolupa una genealogia sobre animals mitològics i ens narra l'origen del Fenghuang com el fill del drac Fēi lóng. Per tant, el Fenghuang s'identifica com un animal amb què comparteix trets amb el drac i amb els ocells mítics. Cal destacar que en la casa Imperial, la figura de l’emperador estava simbolitzada pel drac, però també ens trobem molts casos en què trobem la parella celestial del drac i el Fenghuang, aquesta juxtaposició representa la parella imperial, el drac com ja hem comentat simbolitzava l’emperador i l’entitat del Fenghuang es relacionava amb l'emperadriu. El drac encarna l’energia del Yang, mentre que l’au Fenghuang representa el Yin, aquesta simbolització representava l’equilibri energètic perfecte. En les cerimònies nupcials, aquesta parella mitològica també representava conjuntament la felicitat matrimonial i l’amor etern.
Altres aspectes curiosos són que aquesta au va influir en l’aspecte de l'au mitològica persa, anomenada Ṣīmurgh. Originalment, l’ocell de persa era representat com un animal híbrid, amb cap de gos, les potes de lleó i tant el cos com les ales de drac. Posteriorment, amb els intercanvis freqüents entre Pèrsia i la Xina, l’au Ṣīmurgh, va ser influenciada amb l’ocell mitològic xinès el Fenghuang i a partir del segle XIII podem veure que la representació de Ṣīmurgh adopta les ales de colors i la gran cua d’en Fenghuang. La influència de l’au de la Xina, cau també sobre l’ocell mitològic de l’Índia anomenat, Anqā, agafant les ales i la cua de l’ocell mitològic xinès.
Durant la dinastia Ming, ha estat un dels períodes on s'ha utilitzat més l’au Feng Hung acompanyat pel drac, dues criatures mitològiques que representen el seu llegat. L’ocell mitològic és l’encarregat d’acompanyar l'imperatiu de la dinastia, ja que representa poder i llum, en canvi, el drac representa l’emperador. Finalment, l’au Feng Hung, acaba sent una icona i serà motiu de decoració, tant en pintura, ceràmica i altres objectes decoratius, en totes elles es realitza de la mateixa manera, primer el seu posat amb les ales esteses i el cap en direcció cap al cel, amb colors càlids.

## Culte
El fenghuang, fènix xinès, no té connexió amb el fènix occidental. Les imatges del fenghuang han aparegut a la Xina per més de 7000 anys, generalment en jade i originalment en forma de tòtems de bona sort. És un tòtem de tribus orientals de l'antiga Xina. Teories modernes suggereixen que podria ser la representació d'una gran au prehistòrica, similar a un estruç, que era comú en la prehistòria xinesa.
En el període Han (fa 2200 anys) el fenghuang es feia servir per indicar el sud, representant un fenghuang mascle i un femella mirant-se cara a cara. També era usat per simbolitzar a l'Emperadriu com a parella del drac que representava l'Emperador. Això pot representar la unió entre les tribus orientals i occidentals de l'antiga Xina. El fenghuang representava el poder enviat dels cels a l'Emperadriu. Si es representava un fenghuang en una casa, simbolitzava la lleialtat i honestedat de la gent que l'habitava. Alternativament, el fenghuang només és present quan al govern no hi ha foscor ni corrupció.

## Característiques i significat
El fenghuang té connotacions molt positives. És símbol de virtut i gràcia. Simbolitza la unió del yin i el yang. Apareix en temps pròspers de pau però s'oculta quan s'aveïnen problemes.
Les descripcions de la figura mitològica del Fenghuang canvien dependent de la font, en el llibre de Shanhai Jing (Libro de los Montes y los Mares), se’l descriu com un ocell amb un plomatge molt ric en cromatisme. El color de les plomes s'associen a les cinc virtuts que esmenta el filòsof Confucio en el confucianisme: el cap s'associa a la virtut, les ales estan relacionades amb la bona fortuna, la seva esquena simbolitza la justícia, l’abdomen de l’au la confiança i per últim, el seu pit es relaciona amb la benevolència.
En l'antiga Xina, se solia trobar en la decoració de noces o esdeveniments reals, juntament amb el drac. Seguint la metàfora del yin i el yang, el fènix simbolitzaria la bona comunió entre els consorts.
La presència d’aquesta entitat fantàstica en la cultura xinesa està molt activa, un exemple el trobem en la representació del Fenghuang en la indumentària nupcial. Els símbols estan molt presents en els teixits de noses de les núvies xineses, és per això, que és bastant característic trobar-hi representat la figura del drac o del Fenghuang, aquests dos animals mitològics són els motius bàtik més representats en els jarik o pareo que s'empren en les tradicionals cerimònies conjugals xineses. La figura del drac representa la bona fortuna i la protecció, en canvi, el motiu del Fenghuang s'associa amb la benevolència, generositat i la minuciositat. Quan el drac es juxtaposa a la figura del Fenghuang, simbolitza la bona sort, felicitat i repel·leix el mal. És per això, que en la Xina, en les festes matrimonials es decoren amb imatges de Dracs i Fenghuangs, ja que simbolitzen la felicitat i porten bona sort al matrimoni.
El Fenghuang és un animal que exemplifica la paraula “auspici”, és a dir, la bona sort. Veiem com en la cultura Xina hi ha tota una sèrie de criatures mítiques que tenen un paper molt important dintre de la protecció i la bona fortuna, és per això, que la veneració d’aquests animals dintre la cultura xinesa està molt present i es perd en les nits del temps. Honrar aquests éssers mitològics eren signe de salut i bona sort.